# ایمپرمتوها اپوس. ۹۰ (شوبرت)
ایمپرمتوها، اپوس. ۹۰، دی. ۸۹۹، مجموعه‌ای از چهار ایمپرمتو برای تک نوازی پیانو است که توسط فرانتس شوبرت در سال ۱۸۲۷ ساخته شده است. این قطعه‌ها در همان سال با ایمپرمتوها، اپوس. ۱۴۲ منتشر شد اگرچه که تنها دو قطعه اول در زمان حیات شوبرت منتشر شد. این قطعه‌ها تبدیل به سنگ بنای رپرتوار پیانو شده‌اند.
اولین قطعه ایمپرمتو در دو مینور عناصر سونات، واریاسیون و ساختارهای یکپارچه را در هم می‌آمیزد. دومین ایمپرامتو در می بمل ماژور سریع با طراحی سه‌تایی است. سومین ایمپرامتو یک قطعه آرامش‌بخش و تأمل‌برانگیز در سل بمل ماژور است که با خطوط ملودیک طولانی و همراهی سه‌تایی پیوسته مشخص می‌شود. چهارمین و آخرین ایمپرامتو، در لا بمل ماژور، در لا بمل مینور شروع می‌شود و با آرپژهای جاری و پاسخ آکوردی مشخص می‌شود.

## پیش زمینه
شوبرت یک آهنگساز پرکار بود و با وجود مشکلات شخصی‌اش، در اواخر دهه ۱۸۲۰ تعداد زیادی آثار خلق کرد. ایمپرامتوها در یک دوره شکوفایی خلاقیت او به ویژه در سال ۱۸۲۷ ساخته شدند که شامل پیانو تریو شماره ۱، پیانو تریو شماره ۲، ایمپرامتوها اپوس. ۱۴۲، فانتزی برای ویولن و پیانو و حدود ۳۰ اثر دیگر بود."